# Time (album Timea)
Time je prvi LP album zagrebačkog rock sastav Time, koji izlazi 1972. godine. Dado Topić većinu materijala za album piše još dok je bio član "Korni grupe". Sadrži pet skladbi, a između ostali tu je jazz orijentirana "Kralj alkohol" i balada "Pjesma No. 3". Album objavljuje diskografska kuća Jugoton, a producent je Vladimir Mihaljek Miha.

## Popis pjesama

### A-strana
1. "Istina mašina" (4:40)
2. "Pjesma no. 3" (5:54)
3. "Hegedupa upa" (5:15)
  - akustična gitara, bas-gitara - Dado Topić
  - konge - Ratko Divjak
  - sintisajzer moog, mellotron - Dabi Lukač

### B-strana
1. "Kralj alkohol" (6:53)
  - tekst - D. Topić
  - glazba - A. Krasnić
2. "Za koji život treba da se rodim" (10:05)
  - aranžer - V. Božić
  - glazba, tekst - D. Topić

## Izvođači
- Dado Topić - vokal
- Mario Mavrin - bas-gitara
- Vedran P. Božić - gitara, vokal
- Tihomir Pop Asanović - orgulje [Hammond]
- Brane Lambert Živković - pianino, flauta, električni pianino
- Ratko Divjak - bubnjevi

## Produkcija
- Producent - Vladimir Mihaljek Miha
- Projekcija - Nikola Jovanović
- Tekst - D. Topić (skladbe: A1 i A3)
- Dizajn omota - Dado Topić

## Vanjske poveznice
- timetheband.com  Arhivirana inačica izvorne stranice od 16. rujna 2015. (Wayback Machine) - Službene stranice sastava
- discogs.com - Time (album)